# Weymouthia
Weymouthia là một chi rêu trong họ Meteoriaceae.